# Placówka Straży Celnej „Husne Wyżne”

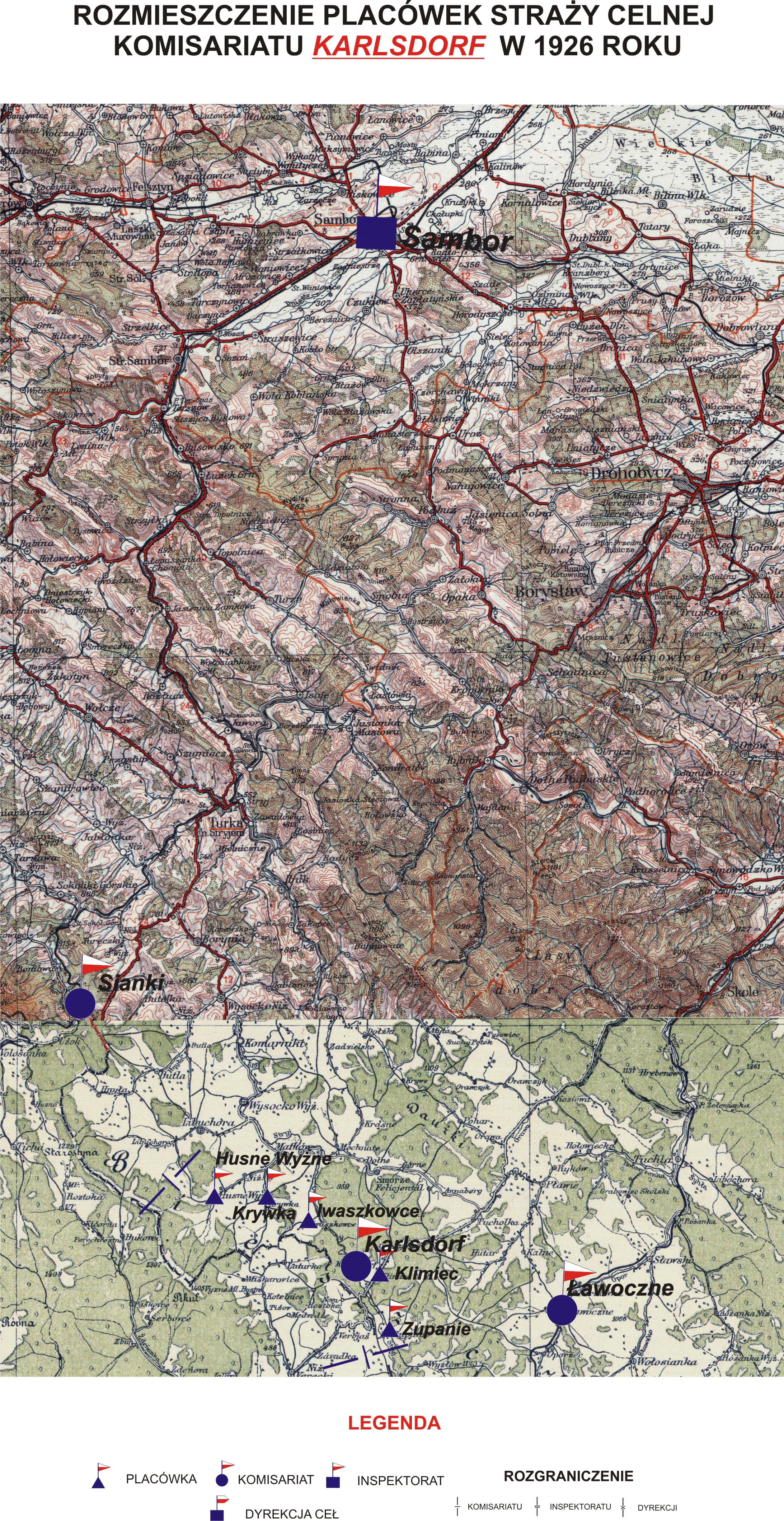
Rozmieszczenie placówek SC Komisariatu Karlsdorf w 1926 r.

Placówka Straży Celnej „Husne Wyżne” – jednostka organizacyjna Straży Celnej pełniąca w okresie międzywojennym służbę ochronną na granicy polsko-czechosłowackiej.

## Formowanie i zmiany organizacyjne
Na wniosek Ministerstwa Skarbu, uchwałą z 10 marca 1920 roku, powołano do życia Straż Celną. Od połowy 1921 roku jednostki Straży Celnej rozpoczęły przejmowanie odcinków granicy od pododdziałów Batalionów Celnych. Proces tworzenia Straży Celnej trwał do końca 1922 roku. Placówka Straży Celnej „Husne Wyżne” weszła w podporządkowanie komisariatu Straży Celnej „Karlsdorf” z Inspektoratu SC „Sambor”.
W drugiej połowie 1927 roku przystąpiono do gruntownej reorganizacji Straży Celnej. W praktyce skutkowało to rozwiązaniem tej formacji granicznej. Ochronę północnej, zachodniej i południowej granicy państwa przejęła powołana z dniem 2 kwietnia 1928 roku Straż Graniczna.
Rozkazem nr 5 z 16 maja 1928 roku w sprawie organizacji Małopolskiego Inspektoratu Okręgowego dowódca Straży Granicznej gen. bryg. Stefan Pasławski powołał komisariat Straży Granicznej „Wysocko Niżne”. Placówka Straży Granicznej I linii „Husne Wyżne” weszła w jego skład.

## Funkcjonariusze placówki
Kierownicy placówki
| stopień    | imię i nazwisko, numer | okres pełnienia służby | kolejne stanowisko |
| ---------- | ---------------------- | ---------------------- | ------------------ |
| przodownik | Józef Bogacki (178)    | był w 1926             |                    |

Obsada personalna placówki w 1926:
- przodownik Józef Bogacki (178)
- starszy strażnik Leon Grześkowiak (619)
- strażnik Teofil Nowak (953)
- strażnik Jan Osada (713)
- strażnik Stefan Gracz (1014)
- strażnik Kazimierz Derewiecki (418)
- strażnik Stanisław Urbaniak (1588)
- strażnik Stanisław Lewandowski (937)
- strażnik Andrzej Isalski (2163)